# دیوون (پنسیلوانیا)
دیوون (به انگلیسی: Devon) یک منطقهٔ مسکونی در ایالات متحده آمریکا است که در شهرستان چستر، پنسیلوانیا واقع شده‌است. دیوون ۱٫۶ کیلومتر مربع مساحت و ۱٬۵۱۵ نفر جمعیت دارد و ۱۵۰٫۲۷ متر بالاتر از سطح دریا واقع شده‌است.